# Дина Гарипова
Дина Гарипова (рус. Дина Фагимовна Гарипова, тат. Динә Фәһим кызы Гарипова; 25. март 1991, Зеленодољск) руска је певачица. 2012. године победила је у руској верзији музичког шоу програма The Voice Голос. Наредне године је представљала Русију на Песми Евровизије 2013. у Малмеу, где се пласирала пета, са освојених 174 поена.

## Биографија
Родила се 25. марта 1991. у Зеленодољску, Република Татарстан, Русија, у породици лекара. Певање је учила у позоришту Золотой микрофон са Еленом Антоновом, њеним вокалним тренером. Новинарство је студирала на Казањском државном универзитету. Након што је усавршила певање, започиње турнеју са татарским певачем Габделфатом Сафином.
Дина је фан ФК Рубин Казањ.
Њен вокал достиже јачину од 2,4 октаве.
Дина је Татарка.

## Дискографија

### Албум
- Два шага до любви (2014)

### Сингл
- What If (2013)